# Busch-Erbsenstrauch
Der Busch-Erbsenstrauch oder Russischer Erbsenstrauch (Caragana frutex) ist ein gelb blühender Strauch und ein Vertreter der Schmetterlingsblütler (Faboideae). Das natürliche Verbreitungsgebiet der Art liegt in Europa und Asien. Die Art wird selten als Zierstrauch verwendet.

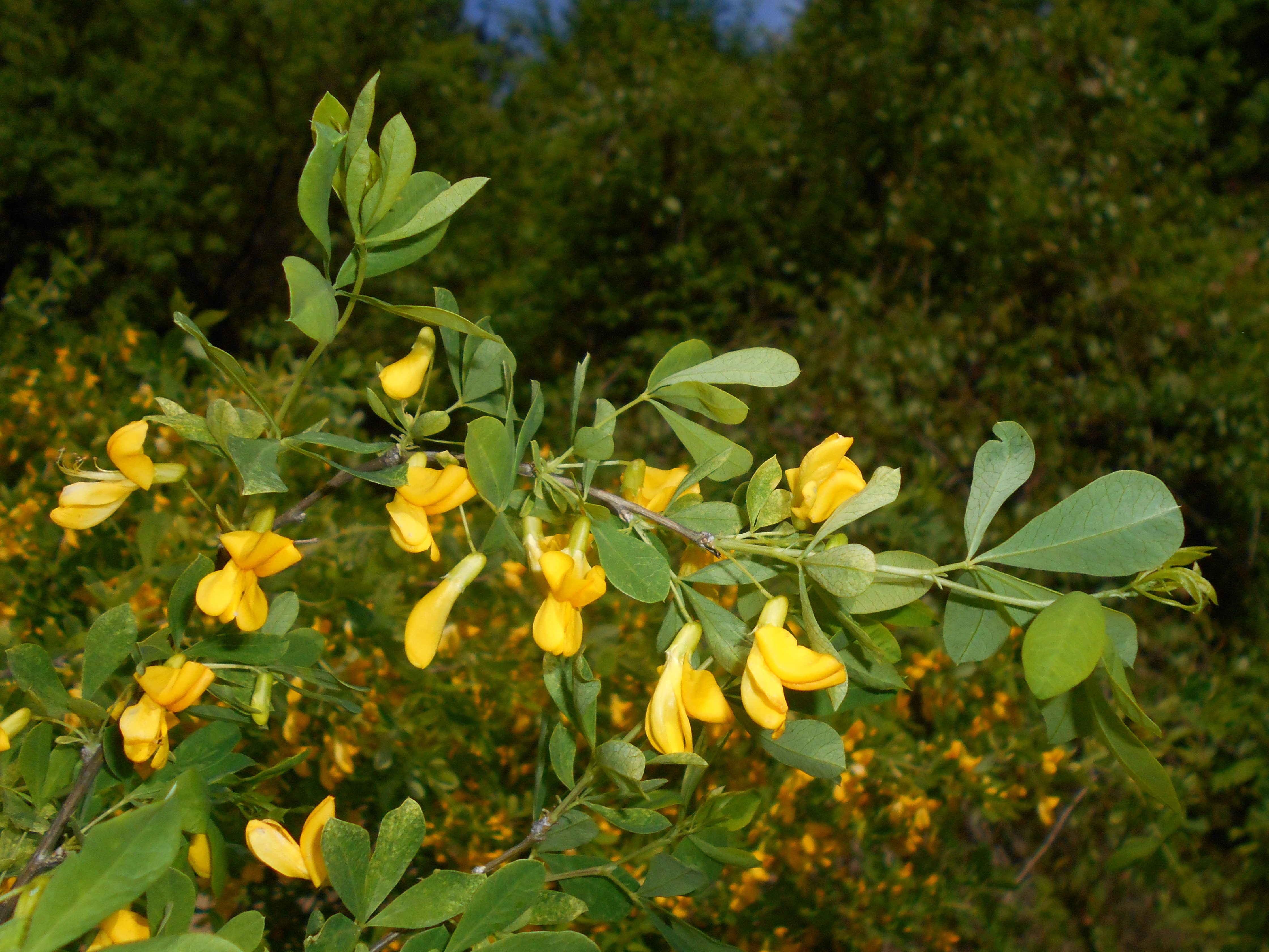
Busch-Erbsenstrauch (Caragana frutex)

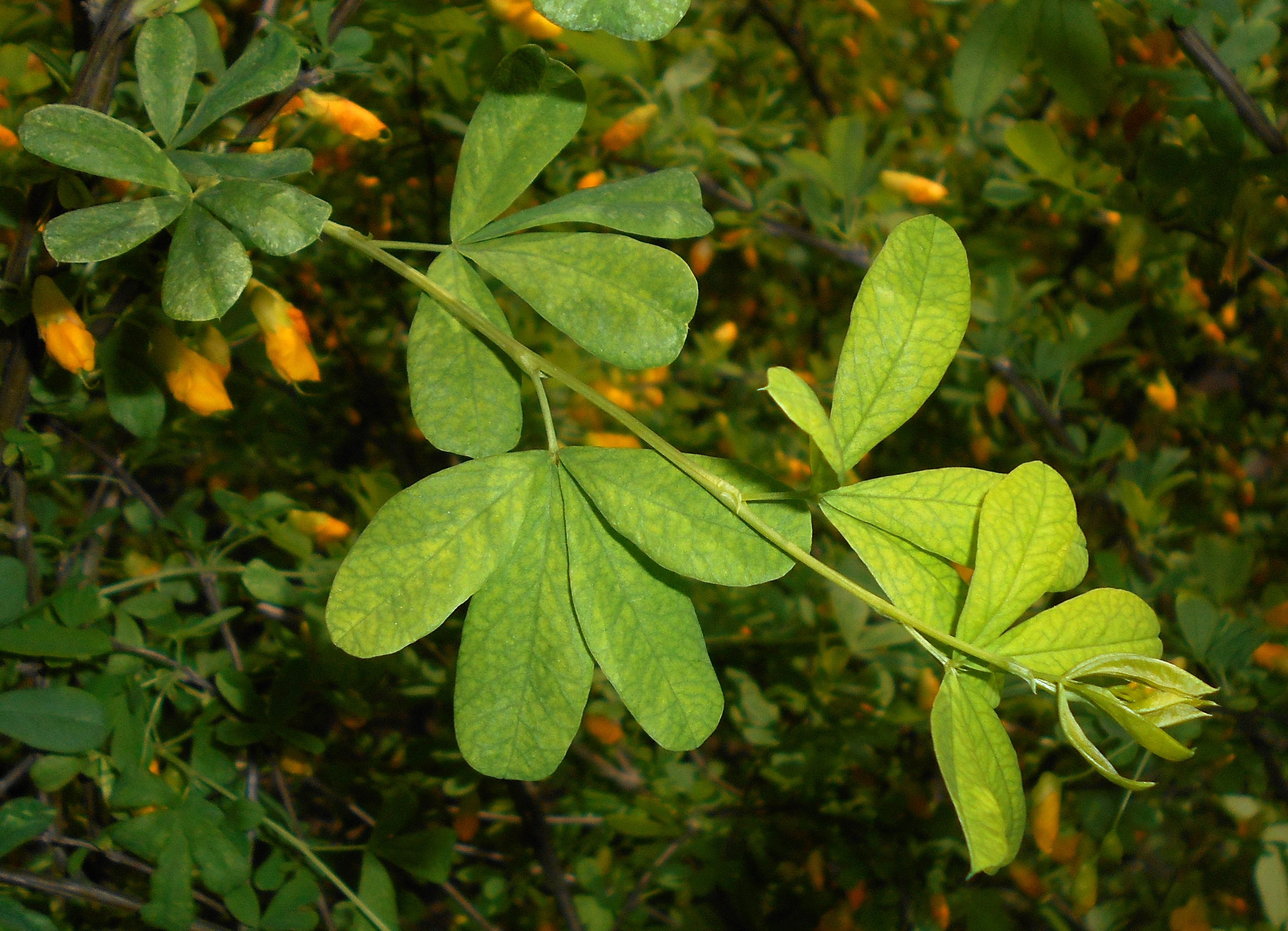
Blätter

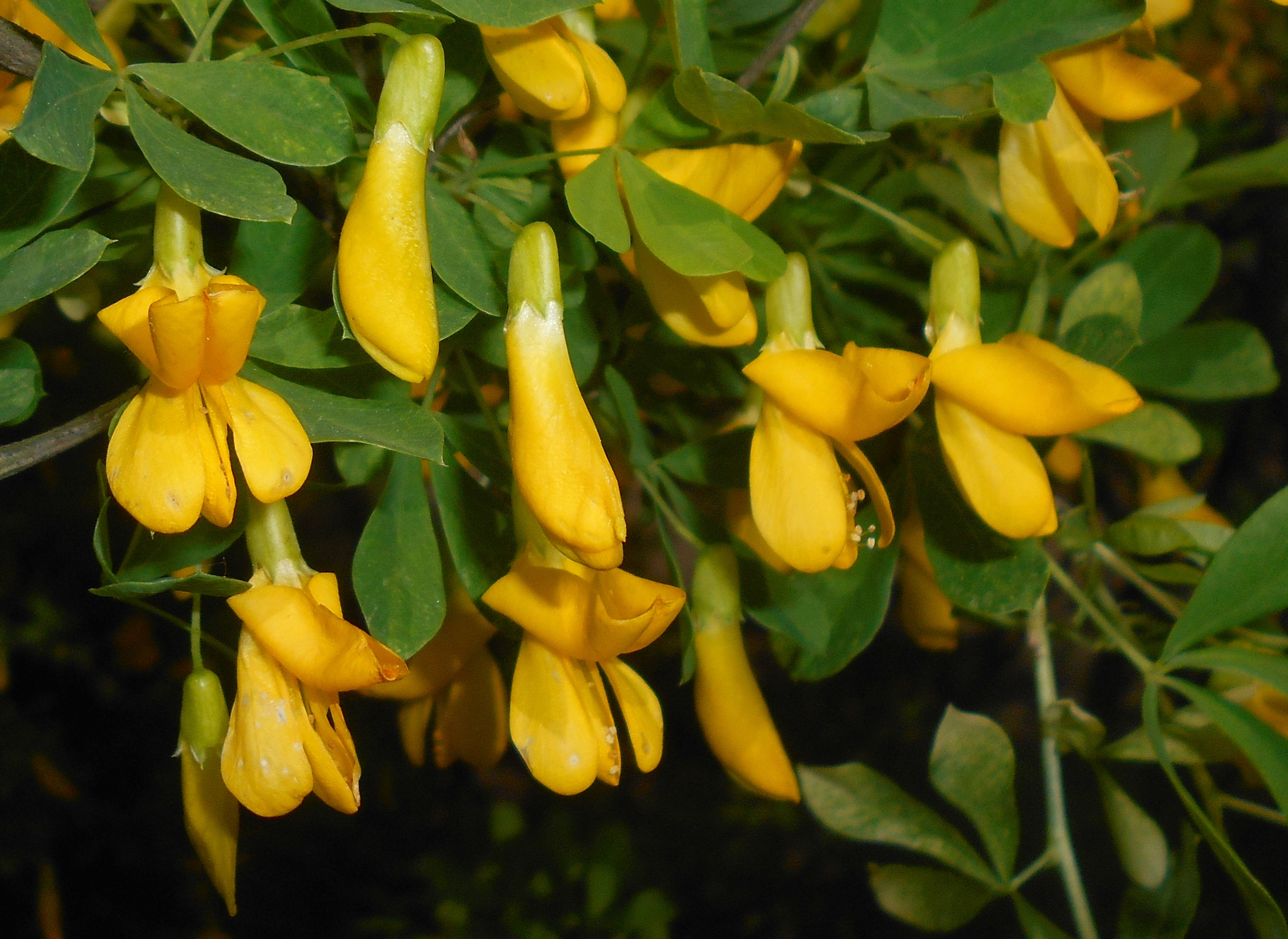
Blüten

## Beschreibung
Der Busch-Erbsenstrauch wächst als Ausläufer treibender Strauch und erreicht eine Wuchshöhe von 2 Metern. Die Zweige sind dünn, braun, gelblich grau oder dunkel graugrün. Die Laubblätter sind in Blattstiel und Blattspreite gegliedert. Der Blattstiel ist 2 bis 10 Millimeter lang. Die Blattspreite ist gefingert und in vier Blättchen unterteilt. Die Blättchen sind 6 bis 10 Millimeter lang und 3 bis 5 Millimeter breit, verkehrt-eiförmig lanzettlich, kahl oder fein behaart mit abgerundeter bis ausgerandeter Spitze. Beide Seiten sind dunkelgrün. Die Blattspindel wird 1,5 Zentimeter lang, Blattspindel und Nebenblätter verdornen.
Die Schmetterlingsblüten stehen einzeln, zu zweit oder dritt auf 0,9 bis 2,1 Zentimeter langen Stielen. Der Blütenkelch ist 6 bis 8 Millimeter lang und röhren- bis glockenförmig. Die Blütenkrone ist gelb und 2 bis 2,2 Zentimeter lang. Die Fahne ist rundlich, 1,6 Zentimeter breit und hat einen etwa 5 Millimeter langen Nagel. Die Flügel haben eine ausgerandete Spitze, der Nagel ist etwa so lang wie die Platte und etwa drei bis vier Mal länger als die Blattöhrchen. Das Schiffchen ist etwa 2,2 Zentimeter lang, der Nagel kürzer als die Platte, die Blattöhrchen unauffällig. Der Fruchtknoten ist kahl. Die Hülsenfrüchte sind 2  bis 3 Zentimeter lang und zylindrisch. Der Busch-Erbsenstrauch blüht von Mai bis Juni, die Früchte reifen im Juli.
Die Chromosomenzahl beträgt 2n=32.

## Vorkommen und Standortansprüche
Das natürliche Verbreitungsgebiet liegt in Europa in Bulgarien, Rumänien, Moldawien, in der Ukraine und Russland; in Asien in den russischen Republiken Dagestan und Karatschai-Tscherkessien, in den russischen Regionen Krasnodar und Stawropol, in Sibirien, Kasachstan, Kirgisistan und im chinesischen Xinjiang. Er wächst in Steppen und Trockenwäldern in 1000 bis 2500 Metern Höhe auf trockenen bis frischen, schwach sauren bis stark alkalischen, sandigen, sandig-kiesigen bis sandig-lehmigen, nährstoffreichen Böden an sonnigen bis lichtschattigen Standorten. Die Art ist nässeempfindlich, wärmeliebend und frosthart.

## Systematik
Der Busch-Erbsenstrauch (Caragana frutex) ist eine Art aus der Gattung der Erbsensträucher (Caragana) in der Familie der Hülsenfrüchtler (Fabaceae). Dort wird sie der Tribus Hedysareae in der Unterfamilie der Schmetterlingsblütler (Faboideae) zugeordnet. Carl von Linné hat die Art 1753 im Species Plantarum als Robinia frutex (Basionym) erstbeschrieben, und sie damit der Gattung der Robinien (Robinia) zugeordnet. Karl Heinrich Koch stellte sie  1869 in die Gattung der Erbsensträucher (Caragana). Der Gattungsname Caragana leitet sich vom mitteltürkischen Wort qaraqan ab, das einen Erbsenstrauch bezeichnet, das Artepitheton frutex leitet sich vom lateinischen fruticescens ab, was so viel wie „halbstrauchig“ bedeutet.

## Verwendung
Der Busch-Erbsenstrauch wird selten aufgrund der dekorativen Blüten als Zierstrauch verwendet. Er ist in Mitteleuropa seit 1639 in Kultur.

## Nachweise